# Brandon Beemer
Brandon Richard Beemer (Eugene, Oregón; 27 de febrero de 1980) es un actor y modelo estadounidense, más conocido por interpretar a Shawn-Douglas Brady en el serial televisivo de la NBC Days of Our Lives y por haber interpretado a Owen Knight/Casper Knight en The Bold and the Beautiful de la cadena CBS.

## Biografía
Es de ascendencia alemana e irlandesa.
En 2007 comenzó a salir con la actriz Nadia Bjorlin, pero la relación terminó en 2013.

## Carrera
Su primer trabajo fue en una planta embotelladora local de Coca-Cola. 
Después de la preparatoria, se mudó a la ciudad de Nueva York, donde trabajó brevemente como modelo; poco después tomó clases de actuación y pronto decidió mudarse a Los Ángeles en busca de un trabajo como actor.

## Filmografía

### Series de televisión
| Año              | Título                         | Personaje                   | Notas                         |
| ---------------- | ------------------------------ | --------------------------- | ----------------------------- |
| 2006-2008, 2016- | Days of Our Lives              | Shawn Douglas Brady, Jr.    | 779 episodios                 |
| 2013             | The Stafford Project           | Charles                     | episodio "Reality Adjustment" |
| 2008 - 2012      | The Bold and the Beautiful     | Owen Knight / Casper Knight | 295 episodios                 |
| 2011             | CSI: Miami                     | Derek Vaughn                | episodio "Stiff"              |
| 2005             | General Hospital               | Seth                        | 6 episodios                   |
| 2003             | CSI: Crime Scene Investigation | Ross Jenson                 | episodio "Jackpot"            |
| 1999             | Undressed                      | Lucas                       | -                             |

### Películas
| Año  | Título             | Personaje       | Director        |
| ---- | ------------------ | --------------- | --------------- |
| 2012 | Blood Moon         | Dr. Luke Parker | Farnaz          |
| 2006 | Material Girls     | Mic Rionn       | Martha Coolidge |
| 2005 | Suits on the Loose | Justin          | Rodney Henson   |
| 2001 | The Brotherhood    | -               | -               |